# 后海駅
座標: 北緯22度31分13秒 東経113度56分07秒 / 北緯22.52037度 東経113.93537度
后海駅（こうかい-えき）は深圳市南山区に位置する2号線,11号線及び13号線の駅。

## 駅構造
- 島式ホーム2面4線を有する地下駅。ホームドア設置。

| 蛇口線ホーム (B2F) | ←■2号線 赤湾方面 |
| 蛇口線ホーム (B2F) | 島式ホーム       |
| 蛇口線ホーム (B2F) | ■2号線 新秀方面→ |

| 機場線ホーム (B3F) | ←機場線 碧頭方面 |
| 機場線ホーム (B3F) | 島式ホーム       |
| 機場線ホーム (B3F) | 機場線 福田方面→ |

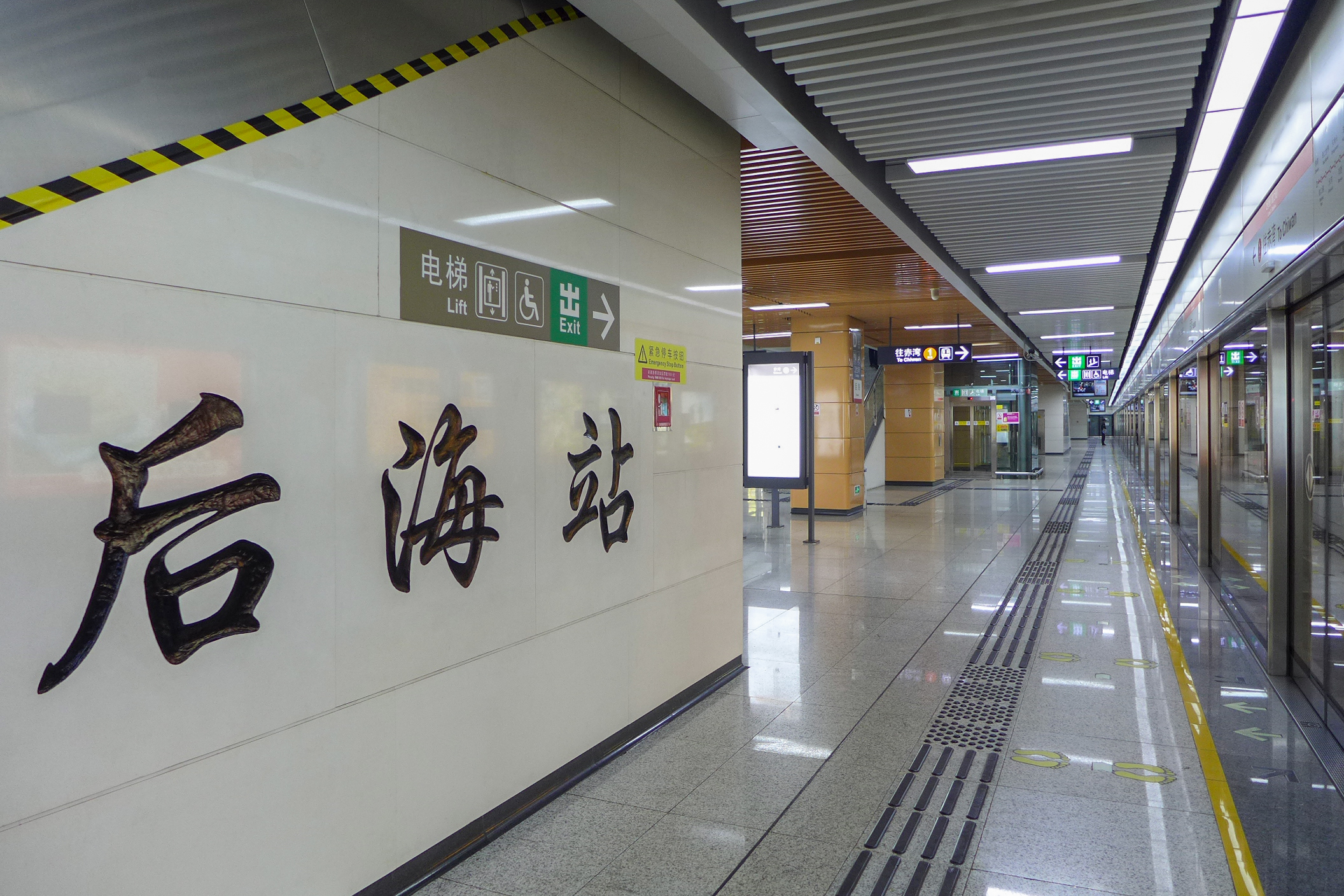
書道と2号線ホーム
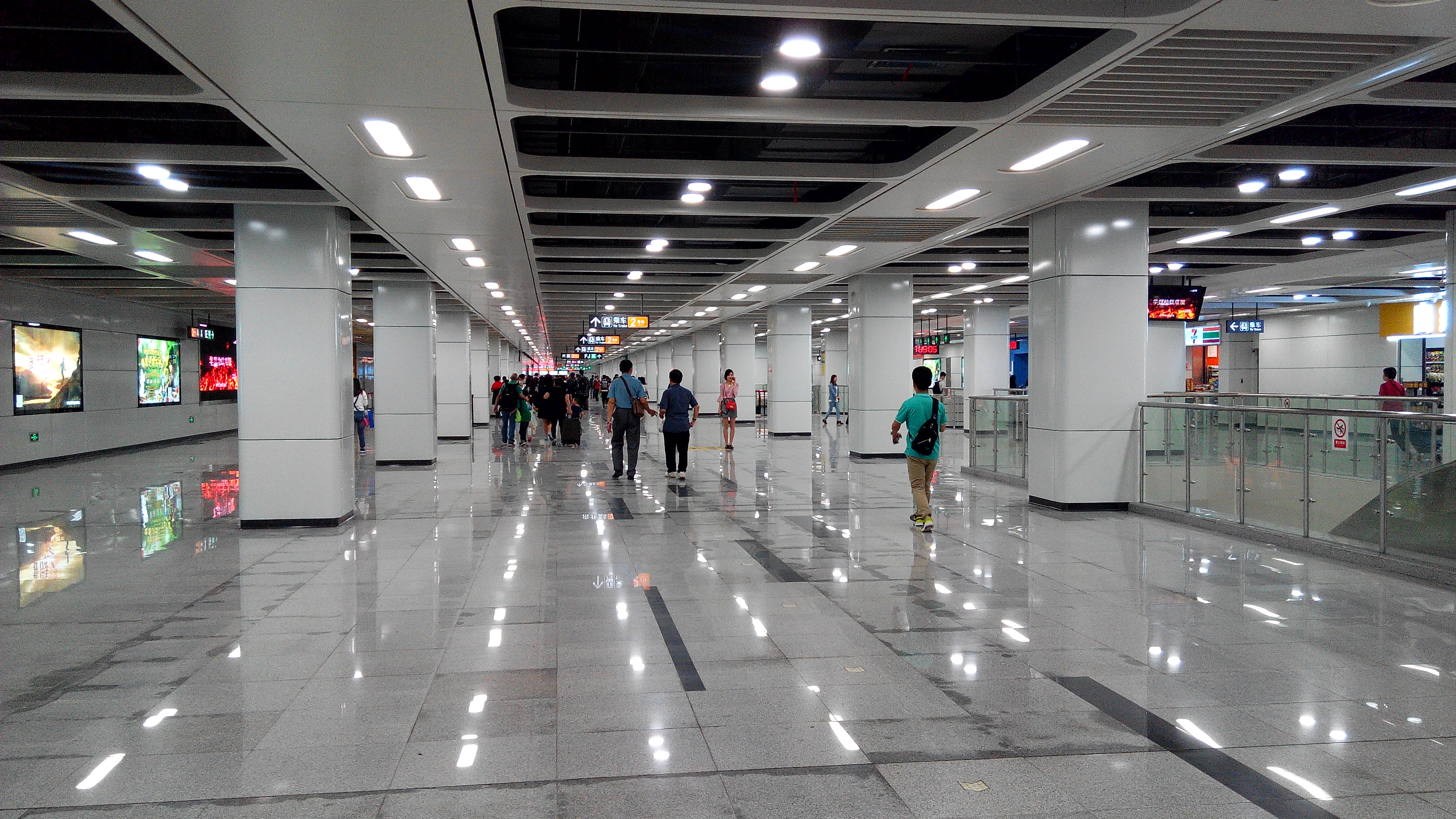
11号線コンコース
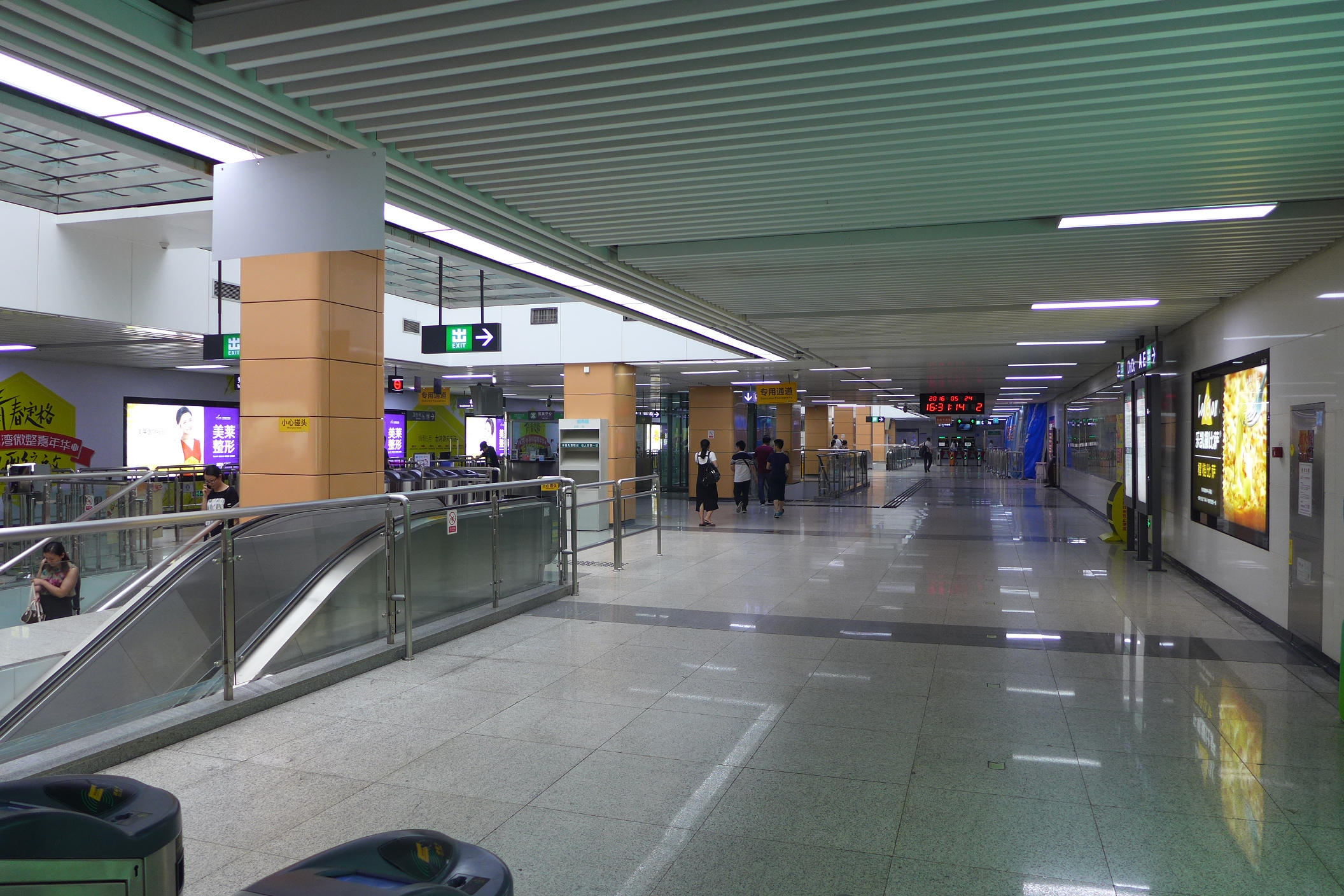
2号線コンコース
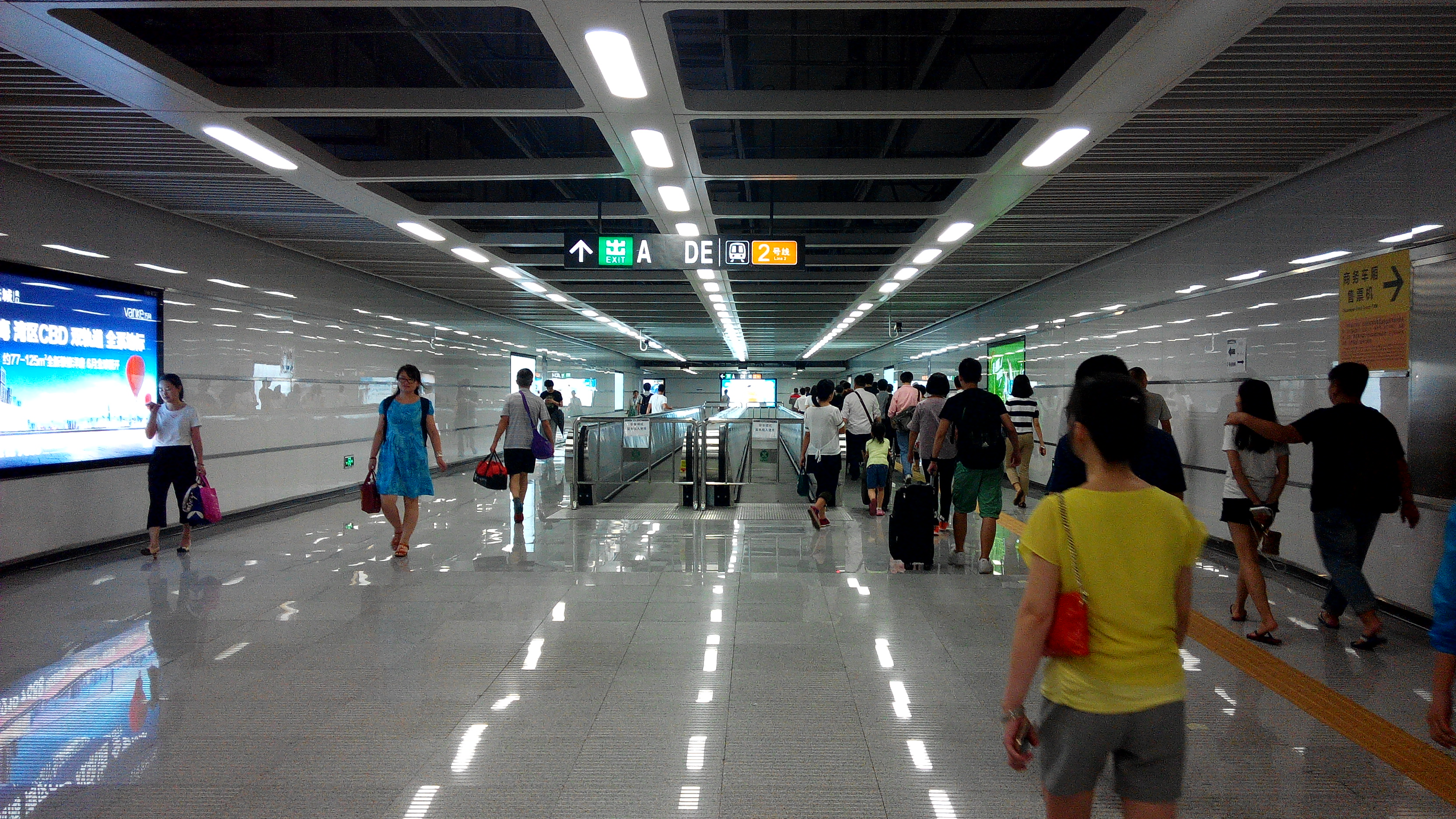
2号線と11号線の換乗通路
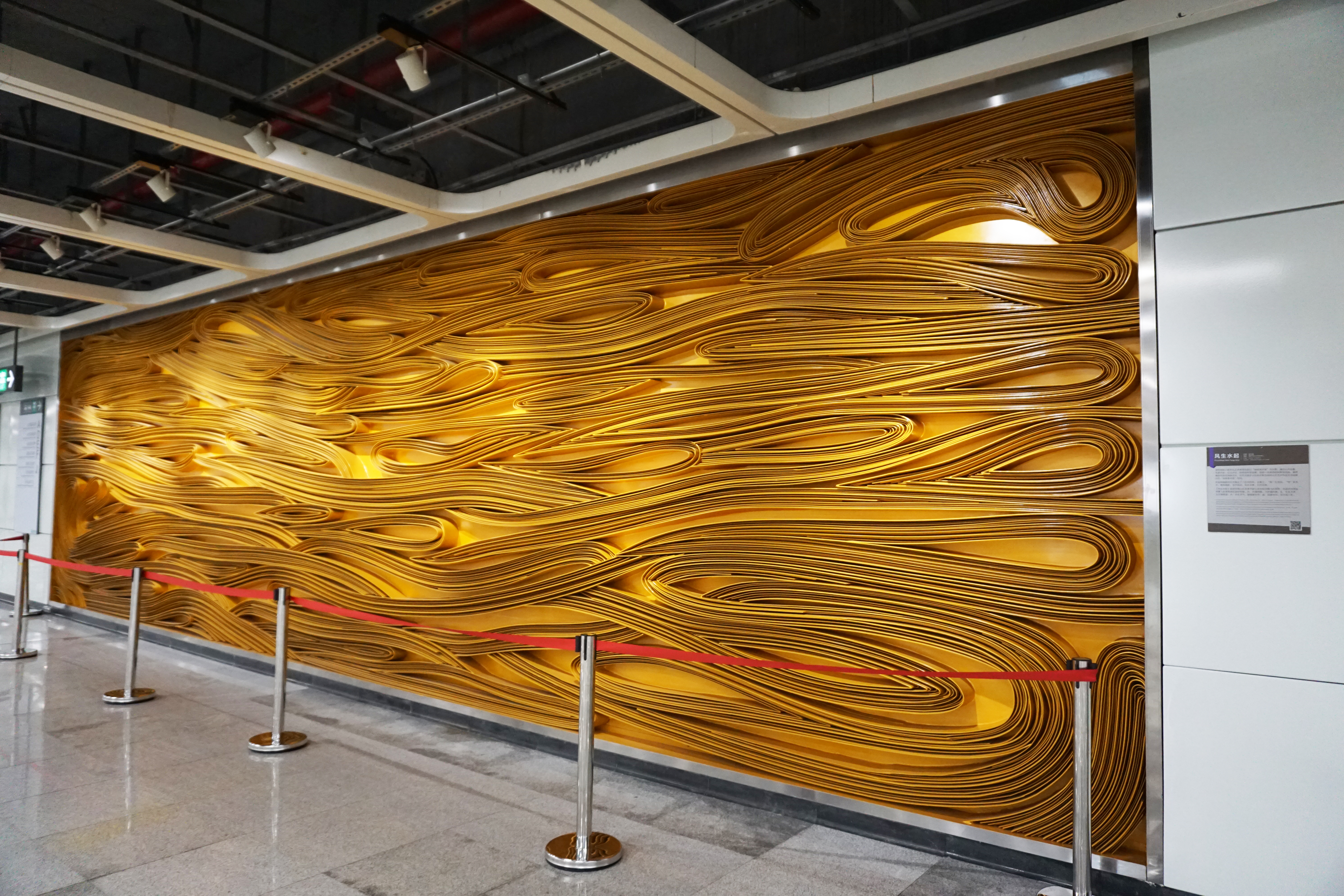
11号線コンコースの文化美術壁『風生水起』
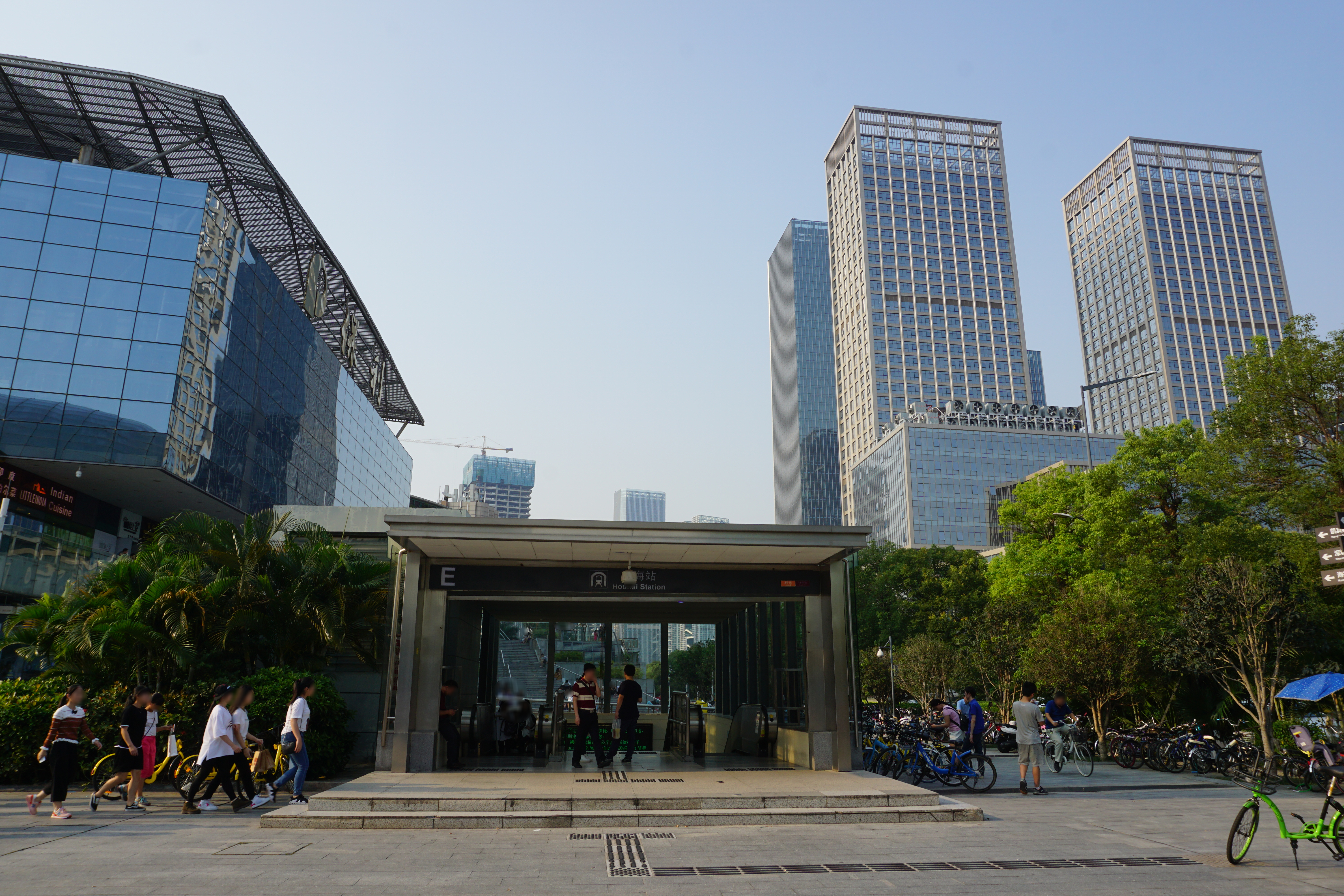
E1出口

## 歴史
- 2010年12月28日 - 開業。

## 隣の駅
■2号線
登良駅 - 后海駅 - 科苑駅
■11号線
紅樹湾南駅 - 后海駅 - 南山駅